# المجموعة المتحدة للنشر والدعاية والتسويق
المجموعة المتحدة للنشر والدعاية والتسويق (UG) هي أكبر مجموعة إعلامية في القطاع الخاص في سوريا.

## الملخص
تنشر المجموعة المتحدة (UG) صحيفة بلدنا المتحالفة مع الحكومة في سوريا، وتنشر صحيفة البلد البائدة في لبنان والكويت وجزر القمر. بلدنا هي واحدة من صحيفتين يوميتين خاصتين تغطيان مواضيع سياسية نجحتا في البقاء مفتوحتين بعد الحرب الأهلية السورية، وذلك بسبب العلاقات الوثيقة مع الحكومة السورية.

## الملكية
الشركة مدرجة علنًا في سوق دمشق للأوراق المالية ويمتلك أغلب أسهمها ماجد بهجت سليمان وبشار كيوان وأقاربهما.